# Cédric Burdet
Cédric Burdet (Belley, 15 novembre 1974) è un ex pallamanista francese.
Ha vinto la medaglia d'oro olimpica nella pallamano con la nazionale maschile francese alle Olimpiadi 2008 svoltesi a Pechino.
Ha partecipato anche alle Olimpiadi 2000 e alle Olimpiadi 2004.